# Constantia (ville, New York)
Pour les articles homonymes, voir Constantia.
Constantia est une ville du comté d'Oswego, dans l'État de New York, aux États-Unis,. En 2010, elle comptait une population de 4 973 habitants.

## Démographie
Lors du recensement de 2010, la ville comptait une population de 4 973 habitants, tandis qu'en 2016, elle est estimée à 4 856 habitants.